# جسیکا تووی
جسیکا تووی (انگلیسی: Jessica Tovey؛ زادهٔ ۱۰ نوامبر ۱۹۸۷) هنرپیشه اهل استرالیا است.
از فیلم‌ها یا برنامه‌های تلویزیونی که وی در آن نقش داشته‌است می‌توان به ستایش اشاره کرد.